# Praetenturae
Les praetenturae (paraula llatina creada a partir del verb praetendo: 'col·locarse davant', 'estendre cap endavant') eren originalment posts militars romans avançats als territoris fronterers. Ara bé, aquest mot podia tenir un sentit més ampli. D'aquesta manera, una via militar de la província imperial de la Mauritània Cesariense, que funcionava com a frontera sud del territori controlat per Roma, va ser anomenada nova praetentura. Al llarg d'aquesta via van ser instal·lats una sèrie de campaments militars. La nova praetentura va ser construïda sota el comandament del procurador-governador Octavius Pudens,el 198, per ordre de l'emperador Septimi Sever, quan el territori de la província va atènyer la seva màxima extensió. Les tasques van continuar força temps, i Publi Eli Peregrí Rogat fou un dels procuradors que prengueren el relleu de Pudens.
Les praetenturae, aleshores, eren el primer pas per més tard consolidar i definir fronteres, anomenades Limites Romani o Limes.

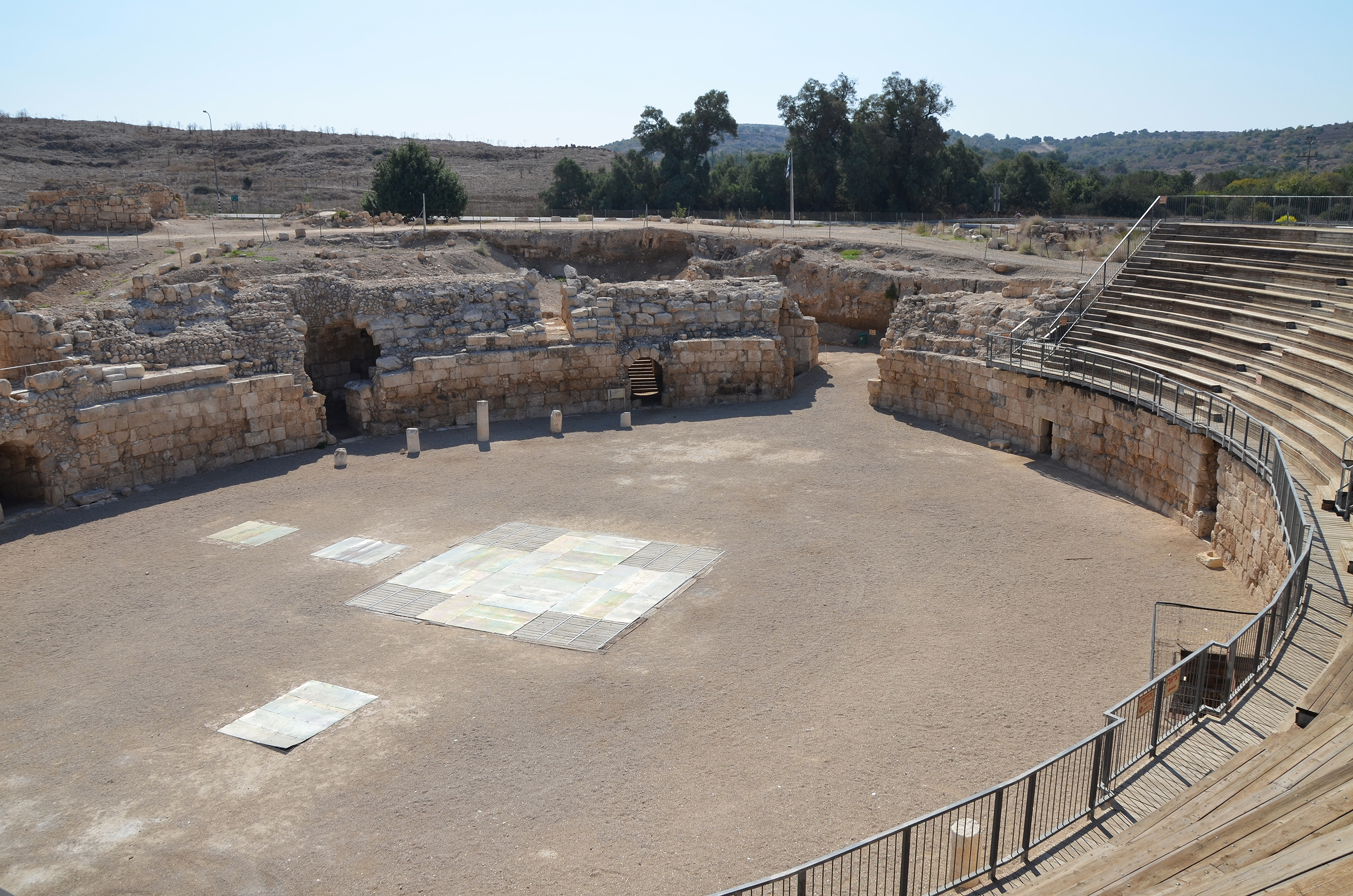
Amfiteatre romà, construït durant el regnat de Septimi Sever per les unitats de l'exèrcit romà estacionades allà, Eleutheropolis (Beit Guvrin), actual Israel

També podia establir-se una àrea de praetentura dins del mateix imperi —com ara la Praetentura Italiae et Alpium, en l'època de les guerres marcomàniques— confiada a un comandament militar especial (en aquest cas concret, a Quint Antisti Advent), que va servir per prevenir i bloquejar qualsevol invasió bàrbara. Legions senceres també podrien dependre d'ell.